# Shoucheng Zhang
Shoucheng Zhang (kinesiska: 张首晟), född 15 februari 1963, död 1 december 2018, var en kinesisk-amerikansk fysiker som var JG Jackson och CJ Wood-professor i fysik vid Stanford University. Han var en teoretiker inom kondenserad materia, känd för sitt arbete med topologiska isolatorer, kvant-Hall-effekten, kvant-spinn-Hall-effekten, spintronik och högtemperatursupraledning. Enligt National Academy of Sciences:
Han upptäckte ett nytt tillstånd som kallas topologisk isolator, där elektroner kan leda längs kanten utan att spridas, vilket möjliggör en ny generation av elektroniska apparater med mycket lägre strömförbrukning. För detta banbrytande arbete fick han ett flertal internationella utmärkelser, inklusive Buckley-priset, Dirac-medaljen och -priset, Europhysics-priset, Physics Frontiers-priset och Benjamin Franklin-medaljen.
Zhang grundade riskkapitalbolaget Danhua Capital.

## Biografi
Zhang föddes i Shanghai, Kina år 1963. Han antogs till Fudanuniversitetet 1978 vid 15 års ålder och åkte utomlands 1980 för att studera vid Freie Universität Berlin i Västberlin, där han tog sin kandidatexamen 1983. Han fortsatte sedan sina forskarstudier vid Stony Brook University (då kallat State University of New York, Stony Brook). Vid Stony Brook studerade han inledningsvis supergravitation (och doktorerade 1987) med sin handledare Peter van Nieuwenhuizen, innan han övergick till kondenserad materia på inrådan av sin personliga hjälte, nobelpristagaren Chen-Ning Yang. Under sitt sista år på Stony Brook bytte han till kondenserade materiens fysik under handledning av Steven Kivelson.
Zhang var postdoktor vid ITP i Santa Barbara från 1987 till 1989. Han började sedan på IBM Almaden Research Center som forskningsmedarbetare från 1989 till 1993. Därefter började han på Stanford University som biträdande professor i fysik. Från och med 2004 innehade han samtidigt titlarna professor i tillämpad fysik och professor i elektroteknik vid Stanford University, genom en artighetsutnämning. År 2007 utsågs "kvantspinn-Hall-effekten" som upptäcktes av Zhang till ett av de "tio viktigaste vetenskapliga genombrotten i världen" av Science Magazine. År 2010 utnämndes han till JG Jackson och CJ Wood-professor i fysik.
År 2009 valdes Zhang ut till att ingå i en expertpanel för Thousand Talents-programmet. År 2013 skapade Zhang Danhua Capital, ett riskkapitalföretag, som samlade in 434,5 miljoner dollar via två fonder. Bland Danhua Capitals största investerare finns det statligt ägda Pekingföretaget Zhongguancun Development Group (ZDG), som har kopplats till det kinesiska tekniköverföringsprogrammet Made in China 2025. Han tjänstgjorde även som oberoende styrelseledamot i Lenovo Group och Meitu.
Zhangs fru Barbara är mjukvaruingenjör på IBM. De träffades på förskolan, i Shanghai. Tillsammans har de två barn, sonen Brian och dottern Stephanie.
Zhang dog i San Francisco den 1 december 2018, vid 55 års ålder, i ett till synes självmord. Hans familj sa i ett uttalande att han dog "efter att ha kämpat mot depression".

## Vetenskapliga prestationer
Zhang var en av grundarna inom området topologiska isolatorer. Han lade fram ett av de första teoretiska förslagen om kvantspinn-Hall-effekten. Strax efter det första teoretiska förslaget förutspådde hans grupp teoretiskt det första realistiska kvantspinn-Hall-materialet i HgTe-kvantbrunnar. Denna förutsägelse bekräftades snart experimentellt, ledde till att världsomspännande forskningsaktiviteter inleddes. Därefter förutspådde hans grupp ett flertal nya topologiska tillstånd hos materia och topologiska effekter, inklusive Bi2Se3-familjen av 3D- topologiska isolatorer, den topologiska magnetoelektriska effekten, den kvanta anomala Hall-effekten i magnetiska topologiska isolatorer, tidsomvändningsinvarianta topologiska supraledare och realiseringen av en kiral topologisk supraledare och av kirala Majorana-fermioner med hjälp av det kvanta anomala Hall -tillståndet i närheten av en supraledare. De flesta av dessa förutspådda egenskaper har nu observerats experimentellt.
Tidigare gjorde Zhang även betydande bidrag till andra områden inom fysiken. Han och hans medarbetare härledde en topologisk (Chern-Simons form) kvantfältteoretisk beskrivning av de nya egenskaperna hos fraktionerade kvant-Hall-vätskor, och föreslog ett globalt fasdiagram för kvant-Hall-tillstånden med många egenskaper som sedan dess har observerats experimentellt. Han generaliserade teorin om fraktionerad kvantums-Hall-effekt till högre dimensioner och relaterade den till grundläggande partikelfysik. Han föreslog också en inflytelserik teori om högtemperatursupraledning baserad på en utvidgad symmetriprincip.
I början av 2000-talet återupplivade Zhang och hans medarbetare spintronikens område genom att föreslå en inneboende spin Hall-effekt och relatera den till geometriska faser inom kvantmekanik. Detta förslag stimulerade omfattande teoretiskt och experimentellt arbete, och bidrog också till senare utvecklingar gällande kvantspinn-Hall-effekten och topologiska isolatorer mer generellt.
Mellan åren 2010–2015 skrev Zhang och hans grupp fysiker vid Stanford University tre teoretiska artiklar där de framgångsrikt visade hur man testar Ettore Majoranas teori om Majorana-fermion, eller vad som tidigare bara varit en vetenskaplig hypotes att en partikel kan vara sin egen antipartikel, utan behov av externa krafter med samma massa men motsatt laddning som elektronen.

## Utmärkelser och priser
Zhang var ledamot av American Physical Society och ledamot av American Academy of Arts and Sciences. Han fick Guggenheim-stipendiet 2007, Alexander von Humboldt-forskningspriset 2009, Europhysics-priset 2010, Oliver Buckley-priset 2012, Dirac-medaljen och -priset 2012, Physics Frontiers-priset 2013, pristagare i Nobelklass från Thomson Reuters 2014, och Benjamin Franklin-medaljen 2015. Han utsågs till en av de främsta kandidaterna till Nobelpriset av Thomson Reuters år 2014. Han valdes in som medlem av den amerikanska vetenskapsakademin 2015.
- Fellow, American Physical Society
- Ledamot, American Academy of Arts and Sciences[36]
- Guggenheim-stipendiat, 2007
- Alexander von Humboldts forskningspris, 2009
- Eurofysikpriset, 2010[33]
- Oliver Buckley-priset, 2012[37]
- Dirac-medaljen från ICTP, 2012[38]
- Fysik Frontier-priset, 2013[39][40]
- "Nobelklass"-pristagare av Thomson Reuters, 2014[41]
- Benjamin Franklin-medaljen, 2015[42][43]
- Medlem, National Academy of Sciences (NAS)[44][17]
- Utländsk medlem, Kinesiska vetenskapsakademin

## Utvalda publikationer
- "Quantum spin hall effect in HgTe quantum well theoretically predicted"[45]
- "Quantum spin hall effect in HgTe quantum well experimentally demonstrated"[46]
- "Topological field theory of time-reversal invariant insulators"[29]
- "Topological field theory of time-reversal invariant insulators"[47]
- "Topological insulators and superconductors". Reviews of Modern Physics [48]